# TDEL
La tecnologia Thick-film dielectric electroluminescent (TDEL) (Electroluminescència dielèctrica de pel·lícula gruixuda) és una tecnologia de pantalla plana desenvolupada per la companyia canadenca iFire Technology Corp.

## Tecnologia TDEL
La TDEL es basa en la tecnologia electroluminescent inorgànica (IEL) i té una estructura que combina processos de pel·lícula gruixuda i fina. Un dispositiu IEL genera la llum aplicant un camp elèctric alternatiu a fòsfors luminescents inorgànics. Les pantalles tradicionals d'IEL són brillants, molt ràpides en temps de resposta de vídeo i altament tolerants a condicions ambientals extremes; per contra, la seva manca de capacitat de color complet i l'escalabilitat a gran mida han limitat el seu ús al mercat de consumidors habituals de televisió. Aquesta nova tecnologia supera aquestes limitacions mitjançant la substitució del dielèctric de pel·lícula fina, de la tecnologia tradicional IEL, per la seva pel·lícula gruixuda patentada, material propi d'alta constant dielèctrica i una seva estructura diferent. El resultat és una tecnologia única de pantalla plana que proporciona pantalles de baix cost amb un funcionament correcte.

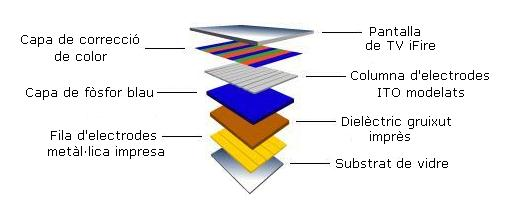
Tecnologia TDEL de pantalla plana

Una pantalla iFire™ utilitza una estructura simple construïda sobre un substrat de vidre que consisteix en una capa dielèctrica de pel·lícula gruixuda i una capa de fòsfor de pel·lícula fina intercalades entre dos sistemes d'elèctrodes per formar una matriu de píxels. El dielèctric gruixut patentat, que pot ser fabricat mitjançant tècniques d'impressió simple, proporciona la clau per assolir els avantatges de propis de la TDEL en rendiment, escalabilitat, fabricació i cost.
La TDEL utilitza fòsfors en estat sòlid en comptes de líquid (com en LCD), gasós (com en PDP) o buit (com en TRC). Aquesta és probablement la tecnologia més robusta, i la menys propensa a descàrregues i vibracions.
El camí de la TDEL ha passat per contínues millores des de setembre de 1997, quan iFire va presentar un primer prototip de pantalla de 5 polzades utilitzant un fòsfor d'emissió blanc i filtres per definir els colors RGB (Colors per Blanc). Dedicada al desenvolupament de materials, la companyia ha desenvolupat des d'aleshores una àmplia col·lecció de fòsfors inorgànics.
La tècnica inicial de color per blanc va ser seguida per un disseny modelat de dos fòsfors on un d'ells proporcionava el color blau mentre que l'altre, combinat amb filtres de color, proporcionava el vermell i el verd. Això va ser ampliat posteriorment en un disseny modelat de tres fòsfors, fabricat usant les deposicions successives del fòsfor interpolades amb els tres passos de modelat fotolitogràfic (el procés 'triple modelat'), per generar directament els tres colors RGB.

### Color per Blau

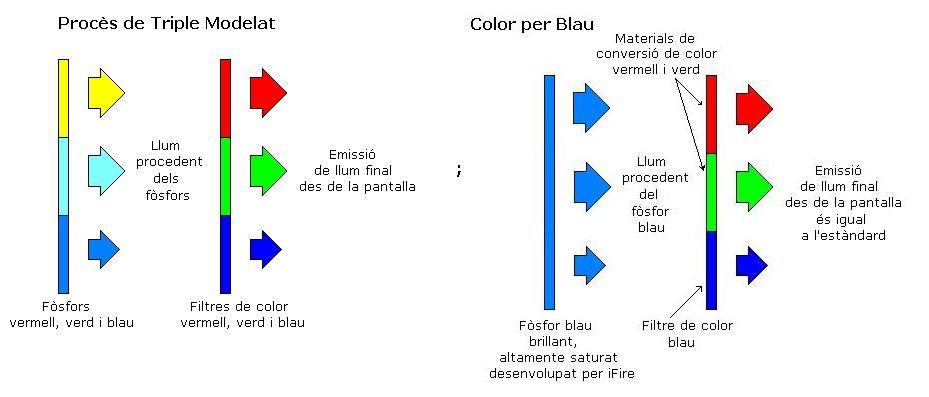
Comparativa entre l'antic procés Triple Modelat i el nou procés Color per Blau

Més recentment, iFire ha desenvolupat una nova tecnologia, el Color per Blau (CBB™), per substituir el sistema de fòsfor de triple modelat. La tecnologia CBB™ utilitza un sol fòsfor blau d'alta luminància, en comptes de tres fòsfors separats. Per obtenir els colors primaris vermell i verd, s'utilitzen materials especials per convertir freqüencialment la llum blava en vermella i verda.
Els materials de conversió freqüencial estan modelats sobre els sistemes de sub-píxel vermell i verd, mentre que el fòsfor primari d'emissió de llum blava s'utilitza directament pel sistema de sub-píxel blau. Aquesta tecnologia és tan simple com l'antiga aproximació Color per Blanc, però genera una luminància i un rendiment energètic molt més alt degut a la naturalesa més eficient de la conversió de color respecte al filtratge de llum blanca.
El procés CBB™ simplifica significativament el procés de fabricació de la TDEL. Utilitzant un sol material de fòsfor en comptes de tres es redueixen els costos, i els materials de conversió de freqüència per CBB™ són fabricats per impressió simple i amb processos de modelat. Aquest procés també millora la uniformitat i l'estabilitat del color d'aquestes pantalles. Separant el mecanisme de generació de luminància del mecanisme de generació de color, els requisits de luminància i uniformitat de color esdevenen independents l'un de l'altre. La tecnologia CBB™ permet, no tan sols de resoldre fàcilment estàndards d'uniformitat de color, sinó que també té en compte la saturació del color, el contrast i la fidelitat de l'escala de grisos.

## Característiques i mercat
Amb la convergència creixent de computadores i entreteniment, la tecnologia de pantalles s'està tornant molt important. Amb aquesta tecnologia, els fabricants podran combinar les pantalles de televisió i ordinadors mantenint els costos baixos enfront a les tecnologies de pantalla de plasma, TRC i LCD.
El fabricant de la TDEL, iFire, afirma que aquesta es caracteritza per la durabilitat i uns costos de fabricació molt baixos, la meitat que els de LCD o PDP, amb una qualitat similar a la dels televisors amb pantalla de tub. Inicialment preveu un volum de producció de 250.000 unitats per any.

### Avantatges
- Alt rendiment
- Resposta de vídeo ràpida i de llarga durada
- Adaptabilitat i baix cost de fabricació

## Abreviatures
- TRC Tub de raigs catòdics
- LCD Pantalla de cristall líquid
- PDP Pantalla de plasma